# إيلونورا غابرييليان
إيلونورا غابرييليان (بالأرمينية: Գաբրիելյան Ցոլակի Գաբրիելյան؛ بالروسية: Элеонора Цолаковна Галокавовная) алриэлян (من مواليد 22 فبراير 1929)،  عالمة نبات سوفيتية، وُلدت في أرمينيا، وحاصلة على الدكتوراه في العلوم البيولوجية. كما أنها رئيسة الجمعية النباتية الأرمنية. وهي متخصصة في مجالات علم التصنيف والجغرافيا والتشكل التطوري وتشريح النباتات. حصلت على العديد من الجوائز خلال حياتها المهنية.

## السيرة الذاتية

### طفولتها
وُلدت غابرييليان في يريفان في 22 فبراير 1929. كانت والدتها معلمة للغة الإنجليزية، وكان والدها مهندسًا كهربائيًا. في عام 1946، أكملت المرحلة الثانوية ودخلت في كلية الأحياء والتربة في جامعة يريفان الحكوميةبعد عامين، انتقلت إلى كلية الأحياء والتربة في جامعة موسكو الحكومية، حيث تخرجت مع مرتبة الشرف في عام 1951. في 1952-1955، أكملت الدكتوراه في سانت بطرسبرغ في معهد كوماروف لعلم النبات من أكاديمية العلوم الروسية (بالروسية:. Ботанический институт им В. Л.Комарова РАН)، في النظاميات النبات والجغرافيا قسم. وخلال فترة الدكتوراه التقت زوجها فلاديسلاف، وهو أيضا عالم النبات.

### مهنة
في عام 1955، عادت غابريليان إلى أرمينيا ودخلت في معهد علم النبات التابع لأكاديمية العلوم بجمهورية أرمينيا الاشتراكية السوفياتية كباحث مبتدئ في قسم علم النبات وعلم النبات. في عام 1960، أصبحت باحثة كبيرة، في عام 1986 باحثة رائدة وفي عام 1989 رئيسة قسم تصنيف النبات والجغرافيا في معهد علم النبات.
منذ عام 1989 كانت مسؤولة عن قسم علم اللاهوت النظامي والجغرافيا بمعهد علم النبات بجمهورية أرمينيا. كان لها الفضل العديد من الرحلات الاستكشافية في أرمينيا ومناطق أخرى من القوقاز، وكذلك من خلال دراسة مواد مستفيضة في مختلف الأعشاب في جميع أنحاء العالم، أكملت بنجاح في عام 1974 أطروحة الدكتوراه حول موضوع «جنس Sorbus L. من غرب آسيا وجبال الهيمالايا».

### محمية الطبيعة في أرمينيا
غابريليان مؤلف أول «قائمة بالنباتات النادرة والمهددة بالانقراض في أرمينيا» (1979)، الطبعة الثانية من "Red Data Book" (1988) ومؤلف ومستشار علمي للنشر الأخير من «الكتاب الأحمر لأرمينيا»  (2010). من بين الأعمال الأخرى لها هي: «حماية الطبيعة في أرمينيا» (1988)، كما أن لها مقالات عن جميع الأراضي المحمية في أرمينيا، وكتاب «محمية القوقاز» (1990). في الثمانينيات من القرن الماضي، نظمت بالتعاون مع آل Takhtajan سلسلة من الخطب على شاشات التلفزيون والإذاعة والصحافة في جميع أنحاء الاتحاد لمنع بناء محطة ضخ تخزين الطاقة على أراضي محمية خسروف.  

### الحياة الشخصية
خلال سنوات دراستها، سافرت بمفردها، مع حقيبة أعشاب على كتفها، مشياً على الأقدام في جميع أنحاء القوقاز لتكتشف أن المنطقة غنية بالنباتات جدًا. في وقت لاحق، سافرت في جميع أنحاء بريطانيا العظمى ودول البلطيق والكاربات وآسيا الوسطى وإيران وكامشاتكا. قضت 5 أشهر في المحيط الهندي على متن سفينة الأبحاث «أكاد. فرنادسكي» في عام 1981. بعد مرور عام، شاركت في الحملة التي نظمتها آرثر كرونكويست في الولايات المتحدة مع Takhtajan. في عام 1980، في إسبانيا (إشبيلية)، شاركت لأول مرة في مؤتمر حول دراسة النباتات المتوسطية OPTIMA. في عام 1989، تم انتخابها عضوا في المجلس التنفيذي للمنظمة.
كانت غابرييليان صديقة لفنانين أرمينيين مثل مارتيروس ساريان (رسم لها صورة لها من فرشاته محفوظة في المعرض الوطني لأرمينيا) وميناس أفيتيسيان وهاروتيون جالنتز.

## الاكتشافات العلمية/ المنشورات

### نباتات مختارة سميت من قبل غابرييليان
- Amaryllidaceae Galanthus artjuschenkoae Gabrieljan in Fl. Rastitel'nost 'الصدأ. احتياط ذراع. 12: 13. 1999.
- Asteraceae Amberboa g ubanovii Gabrieljan في Takhtajania 1: 37. 2011.
- Asteraceae Amberboa takhtajanii Gabrieljan في Takhtajania 1: 36. 2011.
- Asteraceae Carthamus tamamschjanae Gabrieljan in Fl. Rast. أنا راست. احتياط ذراع. SSR 10: 21. 1987.

- ختم بريد أرمني يُظهر Merendera mirzoevae Gabrieljan.
- ختم بريد أرمني يُظهر Galanthus artjuschenkoae Gabrieljan.

### التكريم والجوائز
- وسام المؤتمر الدولي الثاني عشر النباتي، لينينغراد، 1975
- شهادة تقدير من أكاديمية العلوم الأرمنية، 1978
- جائزة (كوماروف) العليا من أكاديمية العلوم في الاتحاد السوفياتي، 1984 [10]
- الميدالية الذهبية للعمل الشجاع للاتحاد السوفيتي الأعلى، 1986
- نائب فخري وميدالية فضية للمؤتمر الدولي الرابع عشر للنباتات، برلين، 1987
- منحة مؤسسة جورج سوروس، التنوع البيولوجي، 1992
- اللوحة الفضية الفخرية لمؤسسة Herbarium Mediterraneum، باليرمو، 2001
- دبلوم فخري وجائزة الحزب الروسي للحكم الذاتي للعاملين، موسكو، 2003
- أول حائز على جائزة جون تي. كونور للناشط البيئي، 2004
- دبلوم فخري وميدالية ذهبية من وزارة حماية الطبيعة بأرمينيا، 2011

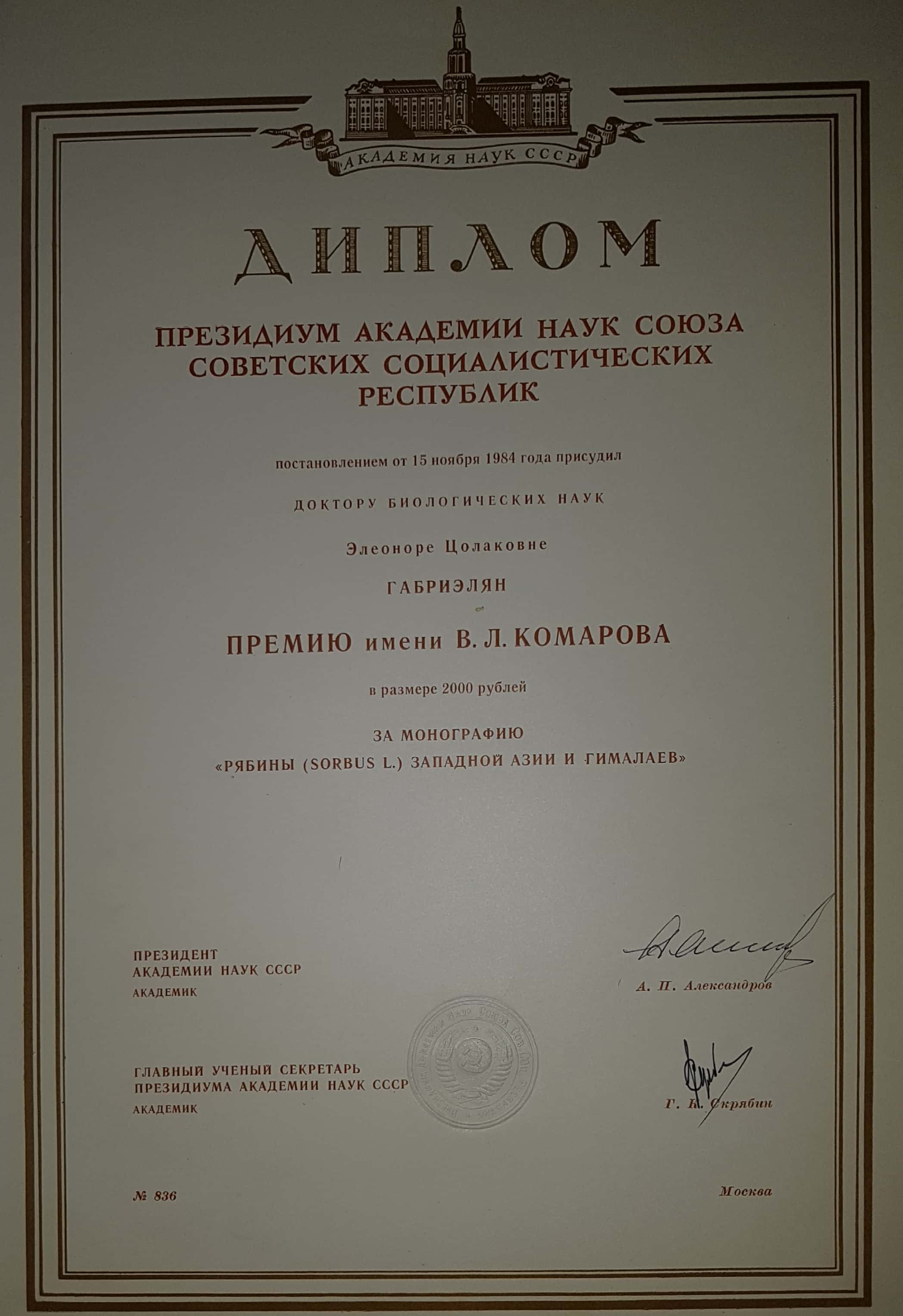
جائزة كوماروف ، 1984
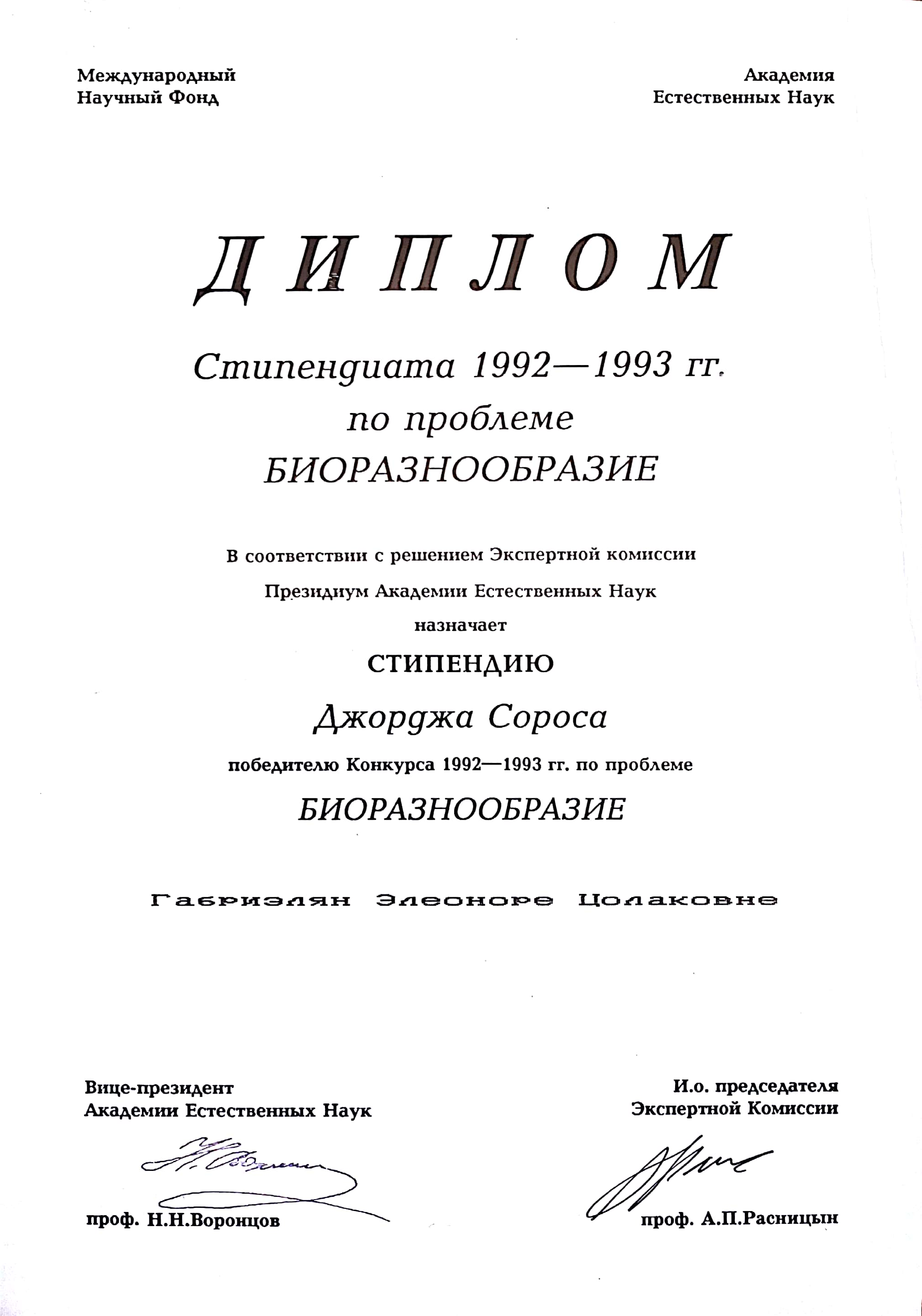
مؤسسة جورج سوروس للمنح الدراسية

### الأنواع النباتية المسماة تكريما لجابريليان[11]
- Asteraceae Astragalus gabrielianae
- Asteraceae Centaurea gabrieljanae
- Asteraceae Cousinia gabrieljaniae
- كرنبية قصيصة gabrielianiae
- Caryophyllaceae Dianthus gabrielianae
- كلوسياك Hypericum eleonorae
- Hyacinthaceae Ornithogalum gabrielianiae
- فصيلة Gagea eleonorae
- خشخاشية الخشخاش gabrielianae [12]
- Plumbaginaceae Acantholimon gabrieljaniae
- Poaceae Bromopsis gabrielianae
- Poaceae Puccinellia gabrieljanae
- رديات زعرور gabrielianae
- رديات Pyrus gabrieljanae
- Rosaceae Sorbus eleonorae
- رديات غبيراء gabrieljanae
- Scrophulariaceae Celsioverbascum gabrielianae

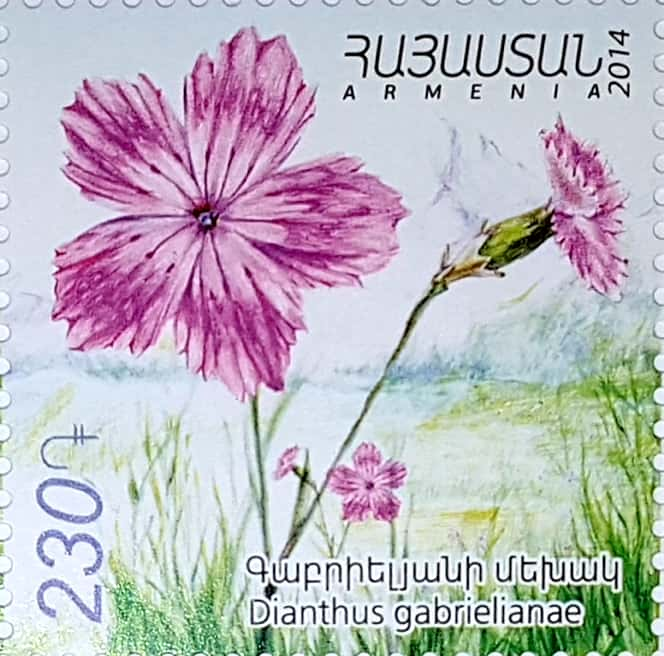
ختم بريد أرمني يوضح Dianthus gabrielianae.

## قائمة المراجع
- غابرييليان، 1978. جنس سوربوس في شرق آسيا وجبال الهيمالايا . يريفان. (بالروسية).
- Gabrielian، E. & Vallès Xirau، J. 1996. بيانات جديدة عن جنس Artemisia L. (Asteraceae) في أرمينيا. - Willdenowia 26: 245−250. ISSN 0511-9618.
- Gabrielian ، E .: جنس Gladiolus (Iridaceae) في جنوب القوقاز. - بوكونيا 13: 445-455. عام 2001. −ISSN 1120-4060.
- Gabrielian، E. & Zohary، D. 2004. الأقارب البرية للمحاصيل الغذائية الأصلية لأرمينيا وناخيشيفان.
- غابرييليان، إ. و. فراجمان سابير. 2008. زهور القوقاز، بما في ذلك أرمينيا وتركيا الشرقية وجنوب جورجيا وأذربيجان وشمال إيران. ARG Gartner Verlag.

## روابط خارجية
- معهد علم النبات - الأكاديمية الوطنية للعلوم في أرمينيا
- مقالة للاتحاد الأرميني الخيرين
- مقال بقلم إليونورا غابرييليان عن أ
- أغابايان فلاديسلاف